# Hysterionica glaucifolia
Hysterionica glaucifolia là một loài thực vật có hoa trong họ Cúc. Loài này được (Kuntze) Solbrig mô tả khoa học đầu tiên năm 1955.